# Amber Neben
Amber Neben (Irvine, California; 18 de febrero de 1975) es una ciclista estadounidense. Ganó en dos ocasiones la contrarreloj del Campeonato Mundial de Ciclismo en Ruta en los años 2008 y 2016.
Asimismo, Neben ha ganado en dos ocasiones La Route de France en las ediciones de 2007 y 2016, y en 2006 y 2015 quedó en segundo lugar, superada por la danesa Linda Villumsen y la italiana Elisa Longo Borghini, respectivamente.

## Palmarés
| 2001 - 1 etapa de la Women's Challenge - 2.ª en el Campeonato de Estados Unidos en Ruta 2002 - 2.ª en el Campeonato de Estados Unidos Contrarreloj - 2.ª en el Campeonato de Estados Unidos en Ruta 2003 - 3.ª en el Campeonato de Estados Unidos Contrarreloj - Campeonato de Estados Unidos en Ruta - Tour del Gran Montreal 2004 - Tour de Gila, más 2 etapas - 2.ª en el Campeonato de Estados Unidos Contrarreloj 2005 - Tour de l'Aude , más 1 etapa - 2.ª en el Campeonato de Estados Unidos Contrarreloj 2006 - Redlands Bicycle Classic, más 2 etapas - Tour de l'Aude - Campeonato Panamericano Contrarreloj - 2.ª en el Campeonato de Estados Unidos Contrarreloj - 3.ª en el Campeonato de Estados Unidos en Ruta 2007 - Redlands Bicycle Classic, más 1 etapa - 2.ª en el Campeonato de Estados Unidos Contrarreloj - 3.ª en el Campeonato de Estados Unidos en Ruta - La Route de France, más 1 etapa 2008 - 2.ª en el Giro de Italia Femenino - Tour Cycliste Féminin International de l'Ardèche - Campeonato Mundial Contrarreloj 2009 - 1 etapa de la Redlands Bicycle Classic - 1 etapa de la Gracia-Orlová - 1 etapa del Tour de l'Aude - 1 etapa del Giro de Italia Femenino 2010 - 1 etapa del Tour de Nueva Zelanda - 2.ª en el Campeonato Panamericano Contrarreloj - 1 etapa de la Redlands Bicycle Classic - 2.ª en el Campeonato de Estados Unidos Contrarreloj - Memorial Davide Fardelli | 2011 - Gran Premio Stad Roeselare - 3.ª en el Campeonato Panamericano Contrarreloj - 2.ª en el Campeonato de Estados Unidos Contrarreloj - Chrono des Nations 2012 - Campeonato Panamericano Contrarreloj - 2 etapa de la Vuelta El Salvador - 1 etapa del Exergy Tour - Campeonato de Estados Unidos Contrarreloj - Chrono des Nations 2015 - 3.ª en el Campeonato de Estados Unidos Contrarreloj 2016 - 2.ª en el Campeonato de Estados Unidos Contrarreloj - Chrono Gatineau - La Route de France, más 2 etapas - Campeonato Mundial Contrarreloj 2017 - Campeonato de Estados Unidos Contrarreloj - Campeonato de Estados Unidos en Ruta 2018 - Campeonato Panamericano Contrarreloj - Chrono Gatineau - Campeonato de Estados Unidos Contrarreloj - Chrono Kristin Armstrong 2019 - 2.ª en el Campeonato Panamericano Contrarreloj - Chrono Gatineau - Campeonato de Estados Unidos Contrarreloj 2021 - 2.ª en el Campeonato de Estados Unidos Contrarreloj 2022 - 2.ª en el Campeonato de Estados Unidos Contrarreloj 2023 - Campeonato Panamericano Contrarreloj - 3.ª en el Campeonato de Estados Unidos Contrarreloj 2024 - 3.ª en el Campeonato de Estados Unidos Contrarreloj - Campeonato Panamericano Contrarreloj |